# Sabana Larga
Sabana Larga è un comune della Repubblica Dominicana di 11.443 abitanti, situato nella Provincia di San José de Ocoa.